# Paul Hodes

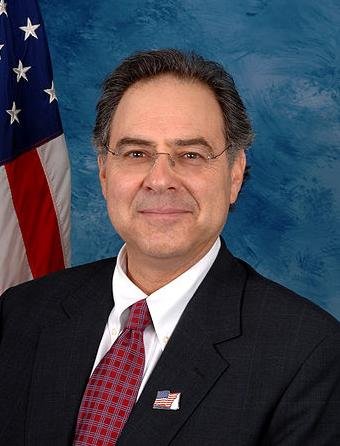
Paul Hodes

Paul Hodes (* 21. März 1951 in New York City) ist ein US-amerikanischer Politiker. Von 2007 bis 2011 vertrat er den Bundesstaat New Hampshire im US-Repräsentantenhaus.

## Werdegang
Paul Hodes besuchte bis 1972 das Dartmouth College in Hanover. Danach studierte er bis 1978 am Boston College Jura. Zwischen 1979 und 1982 war er stellvertretender Attorney General von New Hampshire. Danach arbeitete er als privater Rechtsanwalt. 1992 war er im Auftrag des Staates New Hampshire als Sonderstaatsanwalt tätig. Neben seinen juristischen und politischen Aktivitäten ist Hodes in seiner Heimat auch ein bekannter Unterhaltungskünstler.
Hodes ist Mitglied der Demokratischen Partei. 2004 kandidierte er erstmals erfolglos für ein Abgeordnetenmandat im Kongress. Zwei Jahre später setzte er sich dann im zweiten Wahlbezirk von New Hampshire gegen den Republikaner Charles Bass durch, woraufhin er am 3. Januar 2007 im US-Repräsentantenhaus in Washington, D.C. dessen Nachfolge antrat. Nach einer Wiederwahl im Jahr 2008 gegen Jennifer Horn übte er sein Mandat bis zum 3. Januar 2011 aus. Hodes war zuletzt Mitglied im Committee on Financial Services und im Ausschuss zur Reform der Verwaltung sowie in jeweils zwei Unterausschüssen. 
Für die Kongresswahlen des Jahres 2010 hatte er seine Kandidatur für den US-Senat bekanntgegeben, wobei er in den letzten Umfragen allerdings deutlich hinter der Republikanerin Kelly Ayotte zurücklag. Am 5. November 2010 verlor Hodes die Senatswahlen gegen Ayotte. 
Paul Hodes ist mit Peggy Horstmann verheiratet.